# Karl Schuster (Politiker, 1887)
Karl Schuster (* 14. Oktober 1887 in Andorf, Österreich-Ungarn; † 30. Oktober 1970 in Riedau) war ein österreichischer Politiker (CS) und Schmiedemeister. Schuster war von 1925 bis 1931 Abgeordneter zum Oberösterreichischen Landtag und von 1933 bis 1934 Mitglied des österreichischen Bundesrates.
Schuster wurde als Sohn eines Hausbesitzers in Schärdingerau, Gemeinde Andorf geboren. Er war beruflich als Schmiedemeister in Kleingaisbach, Gemeinde Taiskirchen im Innkreis tätig, wo er 1939 auch heiratete. Er war hier zudem im Gemeindeausschuss aktiv und vertrat die Christlichsoziale Partei vom 2. Juli 1925 bis zum 29. Jänner 1931 im Oberösterreichischen Landtag. Zudem war Schuster vom 14. Dezember 1933 bis zum 2. Mai 1934 Mitglied des Bundesrates. Ab 1955 bis zu seinem Tod lebte Schuster in Riedau. 